# Viktor Grigorjevics Carjov
Viktor Grigorjevics Carjov (oroszul: Виктор Григорьевич Царёв; Moszkva, 1931. június 2. – 2017. január 2.) Európa-bajnok szovjet válogatott orosz labdarúgó-középpályás.
A szovjet válogatott tagjaként részt vett az 1958-as labdarúgó-világbajnokságon és az 1960-as labdarúgó-Európa-bajnokságon, amin aranyérmet szereztek.

## Pályafutása

### Klubcsapatokban
A labdarúgó pályafutása nagy részében a Gyinamo Moszkvában játszott. 1954 és 1966 között a Gyinamo játékosaként 4 szovjet bajnoki címet nyert (1955, 1957, 1959, 1963). 

### A válogatottban
1958 és 1963 között 12 alkalommal szerepelt a szovjet válogatottban. Részt vett az 1958-as svédországi világbajnokságon. Az 1960-as Európa-bajnokságon is játszott. 1966-ban fejezte be az aktív labdarúgó-pályafutását.

### Edzőként
Sok éven át edzőként és vezetőként dolgozott, főként a Gyinamo Moszkvánál, ahol különböző pozíciókat töltött be, az edzőstáb tagjától a klub igazgatótanácsának elnökéig. Dolgozott a Gyinamónál a labdarúgó- és a jégkorongszakosztály vezetőedzőjeként is. Az utánpótlás-válogatott másodedzőjeként és edzőjeként működött együtt a válogatottal, amellyel 1976-ban Európa-bajnokságot nyert.

## Sikerei, díjai

### Klubcsapattal
Gyinamo Moszkva
- Szovjet bajnok (4): 1955, 1957, 1959, 1963

### A válogatottal
Szovjetunió
- Európa-bajnok (1): 1960

### Egyéni
- Barátságért érdemrend (1997)[4]
- Becsületrend